# いつも
| ウィキペディアには「いつも」という見出しの百科事典記事はありません（タイトルに「いつも」を含むページの一覧/「いつも」で始まるページの一覧）。 代わりにウィクショナリーのページ「いつも」が役に立つかもしれません。 |